# Wappen der Balearischen Inseln
Das Wappen der Autonomen Gemeinschaft der Balearischen Inseln wurde mit dem Ley 7/1984 vom Parlament der Balearischen Inseln offiziell festgelegt, das am 21. November 1984 verabschiedet wurde. Es soll die jahrhundertealte „historische Identität“ der Bewohner Mallorcas, Menorcas, Ibizas und Formenteras dokumentieren. Zuvor war es am 16. August 1978 per Dekret des Consejo General Interinsular provisorisch zum Symbol der Inselgruppe erklärt worden.

## Beschreibung
Der Wappenschild zeigt auf goldenem Grund vier rote Pfähle, die von einem blauen Schrägrechtsbalken überdeckt werden. Der Schild wird von goldenen Lambrequins in Form stilisierter Akanthusblätter umgeben.

## Herkunft der Wappenbestandteile
Die vier roten Pfähle auf goldenem Grund erscheinen auf den Balearischen Inseln erstmals im Testament von König Jakob III. von Mallorca, genannt der Kühne, der am 25. Oktober 1349 in der Schlacht von Llucmajor fiel. Aber der Wappenschild taucht schon früher in mittelalterlichen Wappenrollen auf: dem Armorial Wijnbergen (1265–1270), wo er für „le roi de malloques Jakob II.“ verzeichnet wird und der Lord Marshal´s Roll (1295/96), wo er dem eigenständigen König von Mallorca zugeschrieben wird. Der blaue Schrägbalken steht für die Insel Mallorca, um das Wappen vom demjenigen der Könige von Aragón zu unterscheiden. Das Christliche Königreich Mallorca wurde 1230 nach der Eroberung der Insel von den Mauren durch König Jakob I. mit der Proklamation der Carta de Privilegis i Franqueses de Mallorca gegründet.